# Bundestagswahlkreis Memmingen – Unterallgäu
Der Wahlkreis Memmingen – Unterallgäu (Wahlkreis 255) ist ein Bundestagswahlkreis in Bayern. Er umfasst die kreisfreie Stadt Memmingen, den Landkreis Unterallgäu sowie vom Landkreis Augsburg die Gemeinden Fischach, Langenneufnach, Mickhausen, Mittelneufnach, Scherstetten, Schwabmünchen und Walkertshofen.
Der Wahlkreis wurde zur Bundestagswahl 2025 aus Teilen der Wahlkreise Augsburg-Land, Neu-Ulm und Ostallgäu neu gebildet. Zu dieser Wahl erhielt der bayerische Regierungsbezirk Schwaben einen zusätzlichen Wahlkreis, was zu einer grundlegend neuen Wahlkreiseinteilung in Schwaben führte.

## Wahlergebnisse

### Bundestagswahl 2025
Zur Bundestagswahl 2025 am 23. Februar wurden 10 Direktkandidaten und 17 Landeslisten zugelassen:
| Kandidaten                                            | Kandidaten                | Parteien/Listen     | Erststimmen | Erststimmen | Zweitstimmen | Zweitstimmen |
| Kandidaten                                            | Kandidaten                | Parteien/Listen     | Stimmen     | %           | Stimmen      | %            |
| ----------------------------------------------------- | ------------------------- | ------------------- | ----------- | ----------- | ------------ | ------------ |
|                                                       | Florian Dorngewählt im WK | CSU                 | 58.477      | 43,8        | 52.441       | 39,1         |
|                                                       | Marcel Keller             | SPD                 | 12.674      | 9,5         | 12.136       | 9,0          |
|                                                       | Joachim Linse             | GRÜNE               | 10.821      | 8,1         | 11.191       | 8,3          |
|                                                       | Daniel Steffen            | FDP                 | 3.937       | 2,9         | 5.528        | 4,1          |
|                                                       | Simon Kuchlbauer          | AfD                 | 30.372      | 22,7        | 31.392       | 23,4         |
|                                                       | Michael Kroeschell        | FREIE WÄHLER        | 11.107      | 8,3         | 7.307        | 5,4          |
|                                                       | Jennifer Merx             | Die Linke           | 6.213       | 4,7         | 5.944        | 4,4          |
|                                                       | –                         | dieBasis            | –           | –           | 723          | 0,5          |
|                                                       | –                         | Tierschutzpartei    | –           | –           | 1.006        | 0,8          |
|                                                       | –                         | Die PARTEI          | –           | –           | 548          | 0,4          |
|                                                       | –                         | ÖDP                 | –           | –           | 840          | 0,6          |
|                                                       | –                         | BP                  | –           | –           | 235          | 0,2          |
|                                                       | –                         | Volt                | –           | –           | 537          | 0,4          |
|                                                       | -                         | PdH                 | –           | –           | 90           | 0,1          |
|                                                       | –                         | MLPD                | –           | –           | 23           | 0,0          |
|                                                       | –                         | BÜNDNIS DEUTSCHLAND | –           | –           | 126          | 0,1          |
|                                                       | –                         | BSW                 | –           | –           | 4.063        | 3,0          |
| Gesamt                                                | Gesamt                    | Gesamt              | 133.601     | 100         | 134.130      | 100          |
|                                                       |                           |                     |             |             |              |              |
| Ungültige Stimmen                                     | Ungültige Stimmen         | Ungültige Stimmen   | 948         | 0,7         | 419          | 0,3          |
| Wähler                                                | Wähler                    | Wähler              | 134.549     | 84,4        | 134.549      | 84,4         |
| Wahlberechtigte                                       | Wahlberechtigte           | Wahlberechtigte     | 159.352     |             | 159.352      |              |
|                                                       |                           |                     |             |             |              |              |
| Quellen: Die Bundeswahlleiterin, Kandidaten – Stimmen |                           |                     |             |             |              |              |

Kursive Direktkandidaten kandidieren nicht für die Landesliste, kursive Parteien treten ohne Landesliste an.